# Flávio Alencar
Flávio Roberto Bezerra de Alencar (João Pessoa, 24 de junho de 1947) é um médico e contista brasileiro.

## Formação
Formado em Medicina pela Faculdade de Medicina da Universidade Federal de Pernambuco em 1970.

## Atuação profissional
Pediatra e militar, atuando no Hospital da Aeronáutica do Recife.
Tenente Coronel Médico aposentado da Aeronáutica.

## Vida literária
- Membro titular da Sociedade Brasileira de Médicos Escritores (SOBRAMES) - Regional Pernambuco[1];
- Membro efetivo da União Brasileira de Escritores - Seção Pernambuco.

## Livros publicados
- Contos nunca contados (2004);
- Nem te conto (2005)[2];
- Se quiser, eu conto (2006);
- Contei poemas (2006) (poemas)
- Conto pra você (2007); [nota 1]
- Alguns contos mais (2008); [nota 2].
- Contos e mais contos (2009);
- Contos para sempre (2009);
- Dez encontrados contos (2010) [nota 3].
- Contos infantis nunca contados (2010)[nota 4]
- Histórias Antigas Reveremos Finalmente (2012)[nota 5].
- A cega mulher e outros contos (2012);
- Incontáveis contos (2014).

## Prêmios
- Prêmio Roval de Literatura, promovido pela Academia Pernambucana de Letras, para livro de contos (2006);
- Prêmio Hebron de Literatura, promovido pela UMEAL no VI Congresso Internacional de Médicos Escritores de Língua Portuguesa, para livro inédito de contos (2007);
- Menção Honrosa no Prêmio Vânia Souto Carvalho, promovido pela Academia Pernambucana de Letras, para livro de ficção (2008);
- Menção Honrosa no Prêmio Elita Ferreira, promovido pela Academia Pernambucana de Letras, para livro de Literatura infantil (2009);
- Menção Honrosa no Prêmio Vânia Souto Carvalho, promovido pela Academia Pernambucana de Letras, para livro de ficção (2010).
- Voto de aplauso na Assembleia Legislativa do Estado de Pernambuco[3]